# Hurricane Electric
Hurricane Electric es un backbone global en Internet (ISP), especializado en IPv6.
Hurricane Electric trabaja desde sus centros de datos en Área de la Bahía de San Francisco, situados principalmente en Fremont (California). Mike Leber fundó la compañía en 1994, empezando como un negocio en su garaje.

## Backbone IP
Hurricane Electric controla varios backbones IPv4/IPv6 en Asia, Norteamérica y Europa, que están conectados a distintos puntos neutros de todo el mundo.
En 2007, obtuvieron el primer puesto en la clasificación de compañías de hosting en Internet por su fiabilidad.

## IPv6
Hurricane Electric opera actualmente el backbone de IPv6 más grande en el mundo, medido por el número de redes conectadas. En octubre de 2010, Hurricane Electric fue la primera en conectar 1000 redes IPv6.
Hurricane Electric ofrece servicios gratuitos como un tunnel broker IPv6
que permite configurar túneles estáticos y BGP y un servicio de certificación IPv6.
Crearon aplicaciones para iPhone y Android con widgets que mostraban la cuenta atrás para el agotamiento de las direcciones IPv4 en el Registro Regional de Internet (RIR), con la intención de educar a los usuarios.
El agotamiento tuvo lugar el 3 de febrero de 2011.